# Lamenia caliginea
Lamenia caliginea är en insektsart som först beskrevs av Stsl 1854.  Lamenia caliginea ingår i släktet Lamenia och familjen Derbidae.

## Underarter
Arten delas in i följande underarter:
- L. c. charon
- L. c. dira
- L. c. ponapeana
- L. c. sory
- L. c. thyestes
- L. c. yapana